# Michel Scouarnec
Pour les articles homonymes, voir Scouarnec.
Michel Scouarnec (né en 1934) est un prêtre catholique, auteur-compositeur et écrivain français. Il est ordonné en 1959 prêtre du diocèse de Quimper (Finistère). Il a été professeur de liturgie et directeur de la radio du diocèse de Quimper.
Il est auteur et compositeur de chants religieux (en breton et en français) et profanes. Il est également connu pour sa réflexion théologique et pastorale.

## Il restera de toi
Michel Scouarnec est notamment célèbre en qualité d'auteur du texte Il restera de toi, parfois attribué à tort à la philosophe Simone Weil. Ce poème a été écrit en 1980 à l'occasion d'obsèques familiales (que Michel Scouarnec présidait). Il a été publié la même année dans le recueil En attendant qu'Il vienne.
En 1990, ce poème est également devenu un chant, grâce au compositeur Jo Akepsimas et à la chanteuse Mannick (dans son album Pour un dernier adieu). Aujourd’hui, ce chant, initialement religieux, est très régulièrement interprété à la communion ou à l'absoute lors de funérailles religieuses ou civiles.
Michel Scouarnec a accordé les droits du chant Il restera de toi pour divers pays, dont l'Italie avec Che resterà di te".
L'acteur François Cluzet a lu le poème Il restera de toi le 23 novembre 2021 dans la salle du Bataclan, lors de l’émission La Fête de la liberté diffusée sur France 2.

## Collaborations
- Des mots et des notes pour célébrer (avec Jo Akepsimas), Centurion, 1982  (ISBN 2227360372)
- Pour célébrer le sacrement des malades (avec Jean Godefroid), Éditions de l'Atelier 1989  (ISBN 2708225928)
- Découvrir Dieu avec nos enfants - les 2-6 ans (avec Louis Malle), Éditions de l'Atelier, 1992  (ISBN 2708229362)